# Бари Јуџин Вилмор
Бари Јуџин „Буч” Вилмор (енгл. Barry Eugene "Butch" Wilmore; Мурфризборо (Тенеси), 29. децембар 1962) амерички је астронаут и пилот у Америчкој ратној морнарици. До сада је у свемиру боравио у два наврата. Први пут био је пилот мисије спејс-шатла СТС-129 у новембру 2009. године, током које је у свемиру провео 11 дана. Други пут боравио је на Међународној свемирској станици као летачки инжењер Експедиција 41/42.
Пре него што га је НАСА изабрала за астронаута, Вилмор је служио као опитни пилот, и учествовао је у развоју авиона Макдонел Даглас T-45 Goshawk.
Тренутно живи у Хјустону са породицом.